# Anders Andersson (hockeista su ghiaccio)
Åke Anders Andersson (Skellefteå, 2 gennaio 1937 – Skellefteå, 15 dicembre 1989) è stato un hockeista su ghiaccio svedese.

## Palmarès

### Olimpiadi invernali
- 1 medaglia:
  - 1 argento (Innsbruck 1964)

### Mondiali
- 3 medaglie:
  - 2 ori (Mosca 1957; Colorado Springs/Denver 1962)
  - 1 bronzo (Tampere 1965)